# Phaeochrous elevatus
Phaeochrous elevatus là một loài bọ cánh cứng trong họ Hybosoridae. Loài này được Kuijten miêu tả khoa học năm 1978.